# Sexstråliga koralldjur

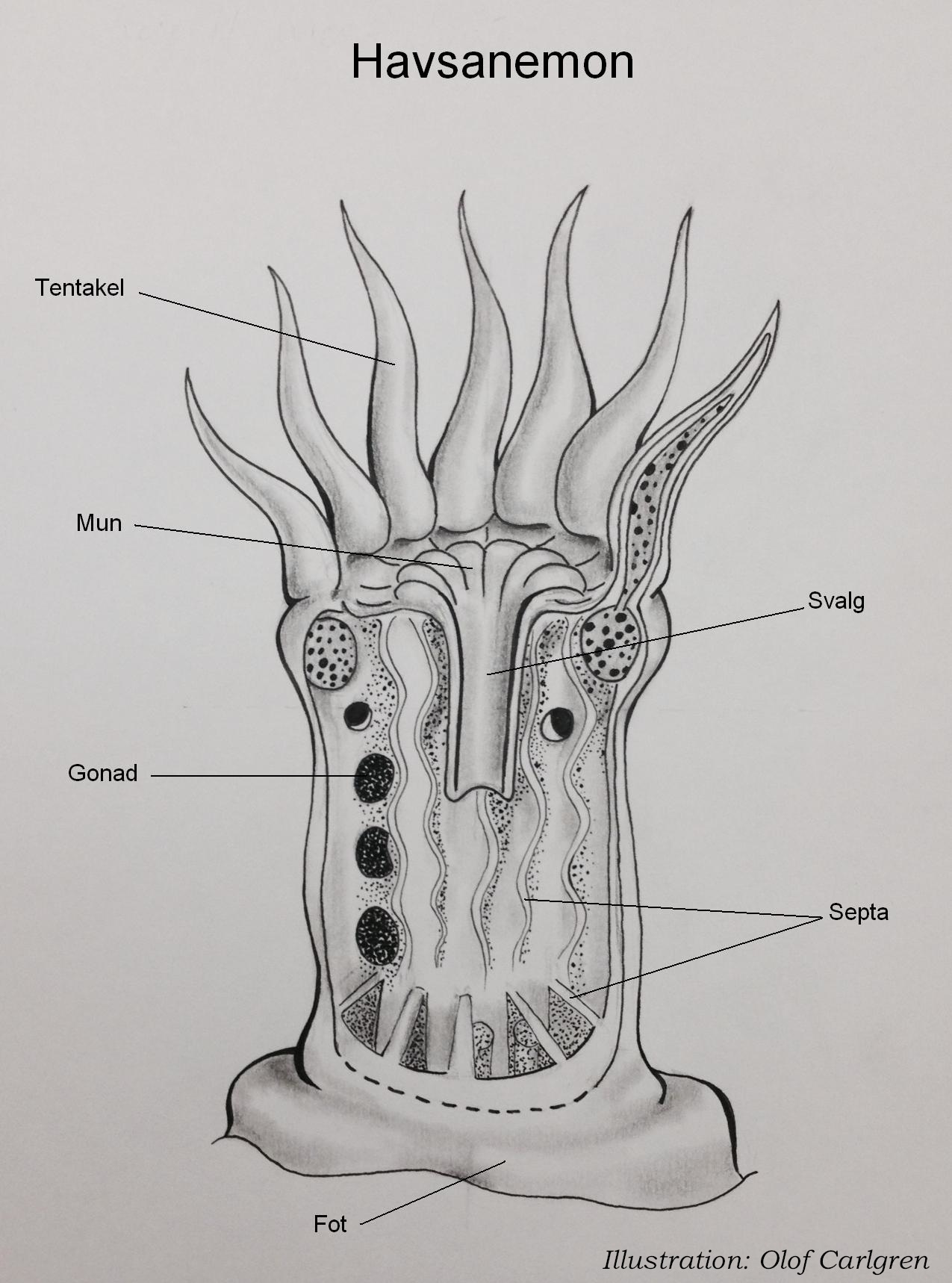
Anatomi av anemon.

Sexstråliga koralldjur (Hexacorallia), är en underklass till klassen Anthozoa och omfattar bland annat havsanemoner och stenkoraller, eller sanna koraller. Klassen kännetecknas av att de innehåller cnidocyter, nässelceller, som används för att fånga in byten men också för skydd. De har en hexamer kroppsbyggnad, baserad på sex eller multiplar av sex, och kan vara nakna, avsöndra en kitinös kutikula eller ha ett kalkskelett, vilket de kan dra sig in och gömma sig i vid eventuell fara. De kan leva som solitärer eller kolonibildande polyper och förekommer ofta i korallrev. De innehåller mutualistiska alger som lever i deras vävnad, dessa kallas för zooxanthellae. Därför förekommer dessa koraller bara på ett djup där zooxantellae får tillräckligt med ljus för sin fotosyntes.

## Levnadssätt
Hexakorallerna är marina djur, som lever solitärt eller i kolonier. De förekommer både i varma och kalla hav, både på djupt och grunt vatten. Revbyggande koraller lever på ett grundare djup, ca 30 meter som djupast, samt i varmare vatten. Detta på grund av deras mutualistiska förhållande med zooxanthellae, som bidrar med näring till korallerna. Även andra mutualistiska förhållanden förekommer. Exempelvis så kan eremitkräftor placera havsanemoner på sitt skal, vilka då fungerar som skydd mot predatorer, samtidigt som anemonen äter krabbans rester. Anemonfiskar som söker skydd bland anemonernas tentakler kan locka till sig andra fiskar, som blir byten för anemonen, samt håller anemonerna fria från sediment.
Polyper består av två vävnadslager, epidermis och gastrodermis. Däremellan ligger ett acellulärt mesoglea. Sinnesceller i epidermis har en flagell som fungerar som receptor för beröringsstimulin och kemiska stimulin. Dessa celler synapsar på nervceller. Hexacorallia har ingen hjärna men de har enkla nervnät med neuroner som skickar nervimpulser till andra neuroner, samt sinnesceller och effektororgan. De har nässelceller som innehåller en organell som består av en kapsel innehållande gift och en tubulär struktur fastsatt i kapseln. Dessa celler har mekanoreceptorer som kan känna av vibrationer från exempelvis ett simmande byte. 
De livnär sig främst som predatorer, men även som filtrerare i mindre skala. Som predatorer används tentaklerna, med nässelceller, för att fånga närliggande byten som mindre vertebrater och invertebrater. Dessa förs via munnen vidare till gastrovakulärhålan. De kolonilevande polyperna delar det gastrovaskulära utrymmet med varandra, och därmed den insamlade näringen. 
Några hexakoraller är dioika, andra monoika. Förökningen kan ske sexuellt och asexuellt. Den sexuella reproduktionen kan vara extern, då spermier befruktar äggen utanför koralldjuren, eller intern, då spermier befruktar äggen i gastrovaskulära hålan. Zygoten utvecklas till en rörlig planulalarv, som fäster sig vid underlaget och utvecklas genom metamorfos till en adult.
Den asexuella reproduktionen kan ske genom att ett segment från fotskivan lossnar, och segmentet utvecklas till en ny individ (havsanemoner), eller genom knoppning eller fission.

## Evolution
Det finns många olika teorier kring evolutionen av koralldjur, bland annat två olika hypoteser kring hur koralldjuren, Anthozoa, vek av evolutionärt från nässeldjuren, Cnidaria.
- Enligt hypotes ett är polypen den plesiomorfa karaktären medan medusan är den apomorfa karaktären. Eftersom koralldjuren inte har någon medusa betyder detta att Anthozoa är de mest basala och vek av först.

- Hypotes två säger att medusa och polyp är den plesiomorfa karaktären medan den apomorfa karaktären för koralldjur har förlorat medusan. Koralldjuren bör därför ha vikt av från nässeldjurens kladogram sist.

Hypotes ett, att polypen är den plesiomorfa karaktären, är den som är mest accepterad.

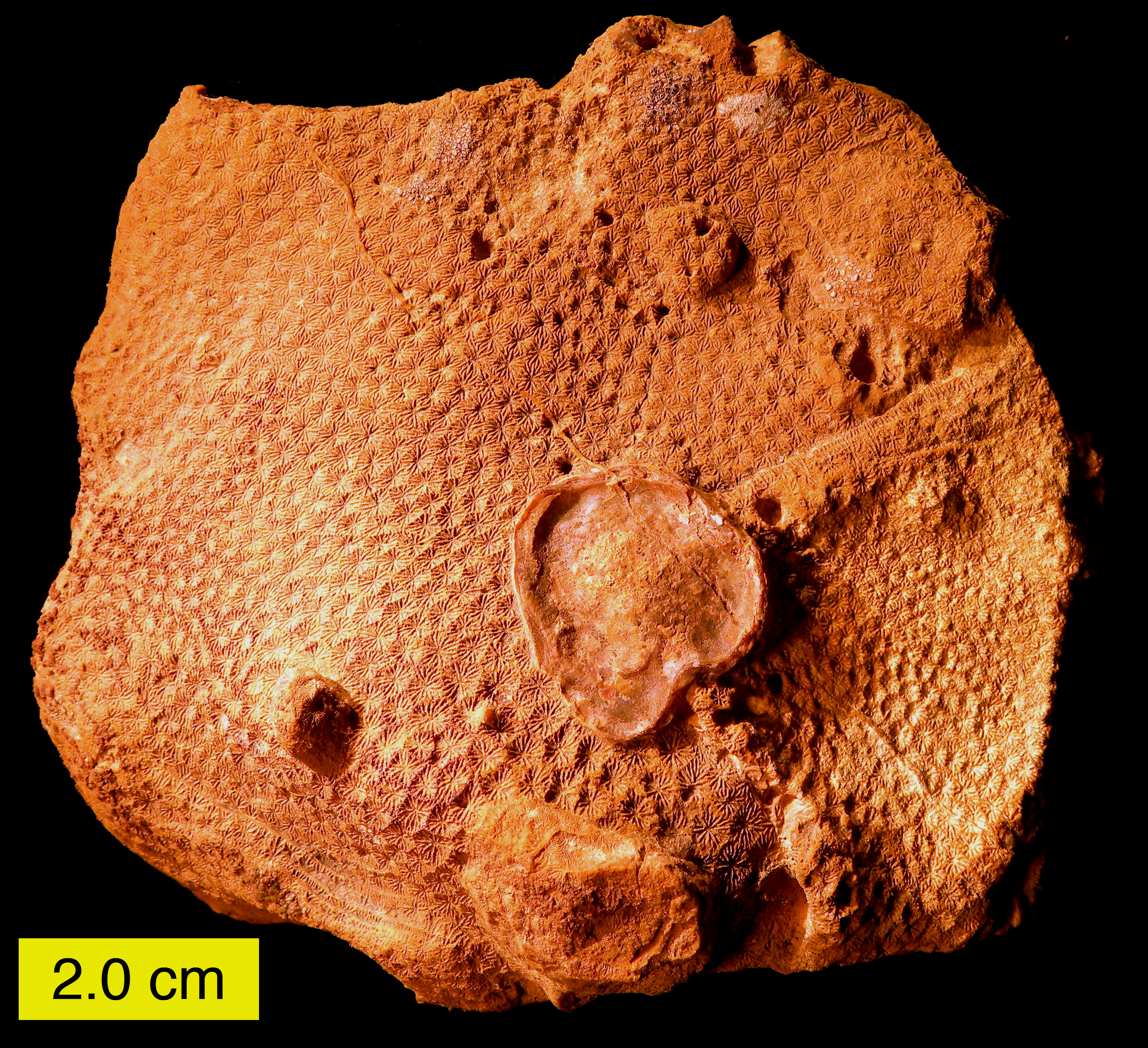
Fossil av stenkorall.

Grundstenarna för de moderna djuren lades under kambrium medan mångfaldigandet främst skedde under följande tidsperiod ordovicium. Nässeldjur, stam Cnidaria, är en av de tidigaste formerna av djur. De första revbyggarna var koralldjur. I Sverige dominerade korallreven under silur, dessa återfinns numera till stor del på Gotland. De första djuren som kan kallas för stenkoraller, Scleractinia, en typ av sexstrålig korall, är kända från paleozoiska fossiler från Kina och Skottland. Den tidigaste spridningen av organismer som anses som förfäder till stenkorallerna skedde under trias och bestod av 7–9 underordningar. Dessa koralldjur var inte revbyggare utan de var solitära organismer som levde i grunda vatten i södra Europa samt Indo-Kina. En tidsperiod på 20–25 miljoner år gick mellan de tidigare ensamlevande korallerna under trias till de första kolonibildande korallerna och därmed korallrev. Korallreven som fanns under jura hade stor diversitet. Under denna tidsperiod uppkom två stora grupper som fick stor spridning, nämligen Fungiina och Faviina. Faviina är fortfarande en väldefinierad familj av Hexacorallia och har varit det under 150 miljoner år. Under vissa perioder har musslor, tillsammans med miljöförändringar påverkat utvecklingen av koralldjuren starkt, och därmed även utvecklingen av rev. Jämför man med de flesta andra stora djurgrupper är korallsläkten långlivade i geologisk tid och de har låga utrotningshastigheter. Nästan hälften av dagens släkten sträcker sig så långt tillbaka som till oligocen och en fjärdedel till eocen.